# Douglas Gresham
Pour les articles homonymes, voir Gresham.
Douglas Gresham est un acteur et producteur américain né à New York le 10 novembre 1945.

## Biographie
Douglas Gresham est le fils des écrivains William Lindsay Gresham et Joy Davidman. Sa mère se remarie avec l'auteur C. S. Lewis en 1956, et celui-ci adopte Douglas et son frère aîné David. Il continue à les éduquer après la mort de Joy, en 1960.
Gresham est le coproducteur des trois volets du Monde de Narnia, Le Lion, la Sorcière blanche et l'Armoire magique (2005), Le Prince Caspian (2008) et L'Odyssée du Passeur d'Aurore (2010) afin d'assurer leur fidélité aux romans de Lewis.